# Johann Anton Heidmann
Johann Florian Anton Heidmann (* 16. Juni 1772 in Sankt Joachimsthal, Böhmen; † 7. Dezember 1855 in Wien) war ein österreichischer Mediziner.

## Leben
Johann Anton Heidmann wurde im Haus Nr. 160 in der Bergstadt Sankt Joachimsthal im böhmischen Teil des Erzgebirges als Sohn des Bürgers Anton Heidmann und dessen Ehefrau Catharina geboren und am gleichen Tag auf den Namen Johann(es) Florian(us) Anton(ius) getauft.  Heidmann studierte an der Universität Wien und ließ sich nach der Promotion 1797 in Wien als praktischer Arzt nieder. Er wurde Mitglied der ersten wissenschaftlichen Ärztevereinigung Wiens und 1837 Gründer der Gesellschaft der Ärzte in Wien, als deren ersten Sekretär er fortan tätig wurde.

## Schriften
- Zuverlässiges Prüfungsmittel zur Bestimmung des wahren von dem Scheintode : nebst neuen physiologischen Erfahrungen aus der Anwendung der verstärkten galvanischen Elektricität auf den thierischen Organismus, Wien: Camesina, 1804